# Deflagracija
Deflagracija, ili brzo sagorevanje, (lat. de + flagrare - sagoreti) je tehnički termin koji opisuje podzvučno sagorevanje koje se obično širi kroz toplotnu provodljivost (toplo paljenje materijala zagreva sledeći sloj hladnog materijala i zapali ga), to jest da budemo precizniji ta toplota se širi kroz eksploziv ili mešavinu goriva i oksidatora. Deflagracije u visokom i niskom eksplozivu mogu ili ne moraju preći u detonaciju u zavisnosti od zatvorenosti i drugih faktora. Deflagracije u mešavinama goriva i oksidatora takođe mogu da pređu u detonacije u zavisnosti od zatvorenosti i drugih faktora. Većina požara koji se nalaze u svakodnevnom životu su difuzioni plamenovi. Deflagracije sa brzinama plamena u opsegu od 1 m/sek razlikuju se od detonacija koje se nadzvučno šire kroz udarne talase sa brzinama detonacije u rasponu od kilometara u sekundi.
Deflagrantni eksplozivi  imaju relativno malu brzinu razlaganja, jer se energija aktiviranja predaje od sloja do sloja prevođenjem toplote. Crni barut je glavni predstavnik deflagrantnih eksploziva. Sastoji se od dobro homogenizovane mešavine kalijum nitrata 75%, retornog drvenog uglja (ćumura) 15% i sumpora 10%. Kalijum nitrat je potreban da obezbedi kiseonik za sagorevanje drvenog uglja i sumpora. Sumpor obezbeđuje lakše paljenje i ravnomernije sagorevanje baruta.

## Proces dobijanja deflagrantnih eksploziva- crni barut
Za izradu baruta komponente se pojeinačno ili po dve zajedno usitne u mlinovima sa kuglama, a zatim dobro izmešaju u bubnjevima sa kožnom oblogom. Mešavina se ovlaži sa oko 15% vode, a zatim valjanjem zgusne, a onda hidrauličnim presama ispresuje u pogače. Dobijene pogače izdrobe se u zrna koja se suše (do ispod 0,5% vlage) i eventualno poliraju grafitom, premetanjem u bubnjevima. Prosejavanjem kroz sita vrši se obesprašivanje i klasiranje zrna po krupnoći. Zrna običnog rudarskog crnog baruta prolaze kroz sito 3mm, a ostaju na situ otvora 0,2mm.

## Primena
U inžinjerskim primenama, deflagracije su lakše kontrolisane od detonacija. Iz tog razloga, one su pogodnije kada je cilj da se pomeri objekat (metak u pušci, ili klip u motoru sa unutrašnjim sagorevanjem) silom širenje gasa. Tipični primeri deflagracija su sagorevanje smeše gasa i vazduha u šporetu na plin, ili smeše goriva i vazduha u motorima automobila. 
Sistemi i proizvodi za deflagraciju se takođe mogu koristiti u rudarstvu, rušenju i vađenju kamena peskarenjem pod pritiskom gasa kao korisna alternativa visokim eksplozivima.

### Vatreno oružje
Deflagracija se koristi u malokalibarskom oružju. Barut koji se u njima koristi eksplodira deflagracijom, ali ne detonacijom. Eksplozivi projektili (kao što je barut) koji se koriste za pokretanje metaka, a projektili eksplodiraju deflagracijom. Detonaciona eksplozija bi uništila cev oružja.

## Terminologija eksplozivne bezbednosti
Kada se proučava ili raspravlja o bezbednosti od eksploziva, ili bezbednosti sistema koji sadrže eksploziv, termini deflagracija, detonacija i prelaz od deflagracije do detonacije (koji se obično nazivaju DDT) moraju se razumeti i koristiti na odgovarajući način da bi se prenele relevantne informacije. Kao što je gore objašnjeno, deflagracija je podzvučna reakcija, dok je detonacija nadzvučna (veća od brzine zvuka materijala) reakcija. Razlikovanje između deflagracije ili detonacije može biti teško ili nemoguće običnom posmatraču. Umesto toga, pouzdano razlikovanje između ova dva zahteva instrumentaciju i dijagnostiku da bi se utvrdila brzina reakcije u zahvaćenom materijalu. Stoga, kada se neočekivani događaj ili nesreća dogodi sa eksplozivnim materijalom ili sistemom koji sadrži eksploziv, obično je nemoguće znati da li je eksploziv deflagrirao ili detonirao, jer oboje mogu izgledati kao veoma burne, energične reakcije. Zbog toga je zajednica energetskih materijala skovala termin „nasilna reakcija visoke eksplozije“ ili „HEVR“ da opiše nasilnu reakciju koja je, budući da nije imala dijagnostiku za merenje brzine zvuka, mogla biti ili deflagracija ili detonacija.

## Fizika plamena
Osnovna fizika plamena može se razumeti uz pomoć idealizovanog modela koji se sastoji od uniformne jednodimenzionalne cevi nesagorelog i sagorelog gasovitog goriva, odvojene tankim prelaznim regionom širine {\displaystyle \delta \;} u kojoj dolazi do gorenja. Područje gorenja se obično naziva plamenom ili frontom plamena. U ravnoteži, toplotna difuzija preko fronta plamena je uravnotežena toplotom dobijenom sagorevanjem. .
Ovde su važne dve karakteristične vremenske skale. Prvi je vremenski okvir termičke difuzije {\displaystyle \tau _{d}\;}, što je približno jednako
{\displaystyle \tau _{d}\simeq \delta ^{2}/\kappa },
gde {\displaystyle \kappa \;} je toplotna difuzivnost. Drugi je vremenski okvir sagorevanja {\displaystyle \tau _{b}} koji snažno opada sa temperaturom, obično kao
{\displaystyle \tau _{b}\propto \exp[\Delta U/(k_{B}T_{f})]},
gde {\displaystyle \Delta U\;} je aktivaciona barijera za reakciju sagorevanja i {\displaystyle T_{f}\;} da li je temperatura nastala kao rezultat sagorevanja; vrednost ove takozvane „temperature plamena” može se odrediti iz zakona termodinamike.
Za stacionarni pokretni front deflagracije, ove dve vremenske skale moraju biti jednake: toplota stvorena sagorevanjem jednaka je toploti odnešenoj prenosom toplote. Ovo omogućava izračunavanje karakteristične širine {\displaystyle \delta \;} fronta plamena:
{\displaystyle \tau _{b}=\tau _{d}\;},
tako
{\displaystyle \delta \simeq {\sqrt {\kappa \tau _{b}}}}.
Sada se termički front plamena širi karakterističnom brzinom {\displaystyle S_{l}\;}, što je jednostavno jednako širini plamena podeljenoj sa vremenom sagorevanja:
{\displaystyle S_{l}\simeq \delta /\tau _{b}\simeq {\sqrt {\kappa /\tau _{b}}}}.
Ovaj pojednostavljeni model zanemaruje promenu temperature, a time i brzinu sagorevanja na frontu deflagracije. Ovaj model takođe zanemaruje mogući uticaj turbulencije. Kao rezultat, ovo izvođenje daje samo laminarnu brzinu plamena — otuda i oznaka {\displaystyle S_{l}\;}.

## Tačka deflagracije
Tačka deflagracije je empirijski parametar vezan za bezbednost za karakterizaciju eksploziva. Odgovara temperaturi na kojoj se mali eksplozivni uzorak zapali, deflagrira ili eksplodira kada se zagreje spolja u ispitnom staklu. Poređenje karakteristike za različite supstance se obezbeđuje definisanom metodom ispitivanja. U tu svrhu, uzorak supstance koja se ispituje težine 0,5 g (sa potencijalnim početnim eksplozivom od 0,01 g) zagreva u ispitnom staklu, koja se uranja 2 cm duboko u grejno telo, počevši od 100 °C (212 °F; 373 K) sa brzinom zagrevanja od 20 K min−1. Ovaj ispitni postupak je takođe utvrđen u propisima o železničkom saobraćaju.
Primeri:
- Diazodinitrophenol 180—200 °C (356—392 °F; 453—473 K)
- Heksametilen triperoksid diamin:  200 °C (392 °F; 473 K)
- Bakar(II) azid:  203—205 °C (397—401 °F; 476—478 K)
- Tetril:  230 °C (446 °F; 503 K)
- Olovo stifnat:  275 °C (527 °F; 548 K)
- Olovo(II) azid:  340 °C (644 °F; 613 K)

## Karakteristike
Da bi došlo do deflagracije potrebno je:
- Mešavina zapaljivog proizvoda sa vazduhom, na njegovoj tački paljenja.
- Energetski ulaz iz Desam izvora paljenja.
- Spontana reakcija njegovih isparljivih čestica na kalorijski stimulus koji deluje kao katalizator ili primarni pokretač Desam reakcije.

Tipični primeri deflagracije su:
- Zapaljena šibica.
- Sagorevanje mešavine gasa i vazduha u gasnom šporetu ili peći.
- Smeša goriva i vazduha u motoru sa unutrašnjim sagorevanjem.
- Brzo sagorevanje barutnog punjenja u vatrenom oružju.
- Pirotehničke smeše u vatrometu ili u bezbednim napravama za fragmentaciju stena ili patronama.
- Snažan sudar kamenja ili metala koji može izazvati varnice, posebno ako se u blizini nalaze zapaljivi materijali.

## U čemu je razlika deflagracije i detonacije
Deflagracija je izobarična eksplozija (pri konstantnom pritisku) sa plamenom pri maloj brzini širenja. Kao na primer eksplozije butana.
Reakcije izazvane deflagracijom su identične onima pri sagorevanju, ali se razvijaju brzinom između 1 m/s i brzine zvuka; ova vrsta eksplozije naziva se deflagracija.
U deflagraciji front plamena napreduje zbog fenomena toplotne difuzije. Naprotiv, kod detonacije, sagorevanje je povezano sa udarnim talasom koji napreduje brzinom većom od brzine zvuka.
Detonacija je proces nadzvučnog sagorevanja koji uključuje udarni talas i reakcionu zonu iza njega. Za razliku od deflagracije, podzvučno sagorevanje.

## Upotreba
Deflagrantni eksplozivi se koriste za izradu sporogorećih štapina. Rudarski crni barut standardno se pakuje u polietilenske kese mase 2,5 kg, koje se zatim stavljaju u kartonske kutije. Za paljenje crnog baruta upotrebljava se sporogoreći štapin sa detonatorom, ili bez njega, ili detonirajući štapin.

## Štetni događaji
Oštećenje zgrada, opreme i ljudi može nastati usled kratkotrajne deflagracije velikih razmera. Potencijalna šteta je prvenstveno funkcija ukupne količine sagorelog goriva u slučaju (ukupne raspoložive energije), maksimalne brzine reakcije koja se postiže i načina na koji se zadržava širenje gasova sagorevanja. Ventilirane deflagracije obično su manje nasilne ili štetne od deflagracija koje sadrže ventilaciju.
Kod deflagracija slobodnim vazduhom, postoji kontinuirana varijacija u efektima deflagracije u odnosu na maksimalnu brzinu plamena. Kada su brzine plamena male, efekat deflagracije je oslobađanje toplote, kao što je bljesak požara. Pri brzinama plamena blizu brzine zvuka, oslobođena energija je u obliku pritiska i rezultujući visoki pritisak može oštetiti opremu i zgrade.

## Literatura
- Fickett and Davis (1979). Detonation. Univ. California Press.
- Paul A. Tipler, Gene Mosca, Jenny Wagner (Hrsg.): Physik für Wissenschaftler und Ingenieure. 7. Auflage. Springer Spektrum Fachverlag, Berlin/ Heidelberg 2015,  978-3-642-54165-0
- Stephan Löhmer: Risikominimierung durch Brand- und Explosionsschutz. ETH Verlag, Zürich 1995,  3-7281-2194-0
- Roy Bergdoll, Sebastian Breitenbach (2019), Die Roten Hefte, Heft 1 – Verbrennen und Löschen (на језику: немачки) (18 изд.), Stuttgart: Kohlhammer, ISBN 978-3-17-026968-2
- Prvoslav Trifunović, Rade Tokalić, Nenad Đukanović (2009): " Materijali u rudarstvu ", Rudarsko-geološki fakultet, Beograd

## Spoljašnje veze
- Drum Deflagration Risk Reduction: Current Research and Testing
- Grundlagen zum Explosionsschutz für Einsteiger (abgerufen am 13. Februar 2020)
- Deflagration-to-Detonation Transition and Detonation Propagation in H2-Air Mixtures with Transverse Concentration Gradients (abgerufen am 13. Februar 2020)
- Flame Acceleration and Deflagration-to-Detonation Transition in Nuclear Safety (abgerufen am 13. Februar 2020)
- Ausbreitung von Deflagrationen in geschlossenen langen Rohrleitungen (abgerufen am 13. Februar 2020)
- Auswirkungsbetrachtungen bei störungsbedingten Stoff- und Energiefreisetzungen in der Prozessindustrie (abgerufen am 13. Februar 2020)